# Maria Júlia Manso Alves
Maria Júlia Manso Alves (20 de agosto de 1946) é uma pesquisadora brasileira, titular da Academia Brasileira de Ciências na área de Ciências Biomédicas desde 2012.
É professora do Instituto de Química da Universidade de São Paulo, estudando o parasita Trypanosoma cruzi.
Foi condecorada com a comenda da Ordem Nacional do Mérito Científico.